# جيرالد هيني
جيرالد هيني (بالإنجليزية: Gerald Heaney)‏ هو قاضي ومحامي أمريكي، ولد في 29 يناير 1918 في غودهو في الولايات المتحدة، وتوفي في 22 يونيو 2010 في دولوث في الولايات المتحدة.